# Willstätt
Willstätt là một thị xã ở huyện Ortenau trong bang Baden-Württemberg nước Đức. Đô thị Willstätt có diện tích 55,26 km².